# Zmijovrate
Zmijovrate (lat. Anhingidae) su porodica iz reda pelikanki i imaju samo jedan recentni rod Anhinga. Najsličniji su vrancima (Phalacrocoracidae).
Ovaj se red Anhinga sastoji od četiri (a prema mišljenjima dijela znanstvenika samo dvije) vrste velikih vodenih ptica.

## Izgled
To su velike vodene ptice s tamnim pokrovnim perjem koje je često bijelo do svijetlo smeđe isprugano, i djeluje valovito. Rep im je dug i na kraju svjetliji i spušten, a kljun šiljast. Vrat im je dug i savijen u obliku slova S a na vrhu kljuna nema lovnu kukicu. Sva četiri prsta su im povezana širokom plivaćom kožicom. Imaju 5 do 8 kralježaka u vratu koji su spojeni na poseban način koji omogućuje strelovitu brzinu kojom kljunom probadaju svoju riblju lovinu. Ptice oba spola su ojednake veličine, samo što su ženke najčešće malo bljeđe obojene. Veličina im se kreće od 90 do 100 cm a teške su između 1060 i 1350 g.
Radi smanjenja potiska, perje ove grupe ptica, kao i kod kormorana, se kod uranjanja u vodu natopi do kože. Zbog toga, one između zaranjanja duže vrijeme miruju sušeći perje.

## Rasprostranjenost
Ovaj rod naseljava prije svega tropska i subtropska područja Amerike, Afrike, Azije i Australije. U Africi žive južno od Sahare svuda uz vodu, sve do krajnjeg juga, a naseljava i Madagaskar, dok vrsta koja živi na području Indijskog potkontinenta i Jugoistočne Azije ima jednu manju populaciju i na obalama Šat al-Araba. Još jedna vrsta se gnijezdi na Novoj Gvineji kao i u Australiji, prije svega u području riječnog sistema Murray-Darling.

## Životni prostor
Područja gniježdenja ovih vrsta su vrlo različita. Istina, čini se da sve vrste daju prednost područjima uz slatku vodu, no nalazi ih se i u područjima boćatih, močvarastih područja šuma mangrova kao i uz rubove morskih zaljeva. Gotovo redovito se gnijezde uz rub velikih kolonija čaplji, ibisa i kormorana. 

## Ponašanje i prehrana
Ove ptice mogu plivati na razne načine. Ako istisne zrak iz perja, potone dublje u vodu tako, da joj iz vode vire samo vrat i glava. Kao i kormorani, izvrsno rone. Ali, za razliku od kormorana, one ne love tako da rone za lovinom, nego se "prikradaju" lovini roneći, a zatim ju probadaju kljunom strelovitim ispružanjem vrata. To je isti način kojim se služi čovjek loveći kopljem. Nakon toga, lovinu baca u vis, i guta ju glavom prema naprijed. Najveći dio lovine, oko 90%, su im ribe, ali uz njih love i različite vodozemce i gmazove, ali i kukce.
Ove su ptice pretežno stanarice. Samo one populacije koje su prodrle i na klimatski umjerena područja, (primjerice područje oko Kaspijskog jezera), za vrijeme nepovoljih godišnjih doba napuštaju područja gniježdenja.

## Vrste
Porodica Zmijovrate
- Rod Anhinga a obuhvaća sljedeće vrste:[1]
  - Američka zmijovrata, Anhinga anhinga, nastanjuje Ameriku
  - Azijska zmijovrata, Anhinga melanogaster, nastanjuje Indijski potkontinent i Jugoistočnu Aziju
  - Afrička zmijovrata, Anhinga rufa, nastanjuje Afriku
    - Madagaskarska zmijovrata, A. r. vulsini

  - Australska zmijovrata, Anhinga novaehollandiae, nastanjuje Australiju.

U nekim sistematizacijama se može sresti Anhinga rufa i Anhinga novaehollandiae smještene unutar vrste Anhinga melanogaster kao njene podvrste.

## Vanjske poveznice
|  | Zajednički poslužitelj ima stranicu o temi Anhinga       |
|  | Zajednički poslužitelj ima još gradiva o temi Anhingidae |
|  | Wikivrste imaju podatke o taksonu Anhingidae             |